# Lijst van Franse woorden en uitdrukkingen in de Nederlandse taal
Dit is een lijst van Franse woorden en uitdrukkingen die in de Nederlandse taal worden gebruikt.

Vlaamse dialectwoorden ontleend aan het Frans zijn daar niet bijgerekend.
Woorden in vernederlandste vorm met een duidelijk Franse oorsprong zijn wél in de lijst opgenomen.

## A

### Woorden
à(bijvoorbeeld 10 à 15 exemplaren) tot, aan
abattoirslachthuis
aboucheren, abouchementbespreken, bespreking
abrischuilhokje, afdak
accenttongval, klemtoon, nadruk
abonnementintekening op een geregelde ontvangst van bijvoorbeeld een tijdschrift
accent grave, aigu, circonflexede diakritische tekens ` ´ ^
acces(Fr.: accès) doorgang (bijvoorbeeld langs een militaire linie)
accorderen(Fr.: accorder) mee akkoord gaan
affaire(Fr.: affaire, oorspronkelijk à faire (te doen)), zaak, buitenechtelijke relatie
allee(Fr.: allée) laan
allezvooruit, kom op
alimentatie(Fr.: alimentation) levensonderhoud (eigenlijk: voeding)
allureuitstraling
amateurliefhebber (in het Nederlands vooral: niet professioneel)
ambassadegezantschap
ambassadeurgezant
ambiancegezelligheid, sfeer
ambulanceziekenwagen
amoureusverliefd
ampèreeenheid van stroomsterkte in het S.I.
amuse, amuse-bouche, amuse-gueuleklein hapje vooraf
apanagejaargeld voor adellijke personen die geen recht op het erfgoed hebben
appelleren(Fr. appeler) beroep of protest aantekenen
après-skinazit na het skiën
arrangementregeling
arresteren(Fr. arrêter) staande houden, vaststellen
arrivégearriveerd, alsof men alles voor elkaar heeft
arrondissementbestuursgebied, kiesdistrict
assemblagein elkaar zetten
attaquehersenbloeding
aubadeochtendlijk toezingen
aubergineeierplant/eiervrucht
autoritair(Fr. autoritaire) eigenmachtig, bazig
avancetoenaderingspoging

### Uitdrukkingen
à bout portantop de man af, recht voor z'n raap
à contrecœurmet tegenzin
à fonds perduzonder teruggave
à l'improvistezonder voorbereiding
à la bonne heureop goed geluk, goed zo!
à proposnaar aanleiding van het vorige
à tort et à traverste pas en te onpas, lukraak, in het wilde weg
à volonténaar believen
acquit, van acquit afvanaf de start, vanaf de beginstoot op het biljart
acte de présence gevenzich vertonen
agent-provocateurgeïnfiltreerd provocerend persoon
amende honorableeerlijk aangeboden verontschuldiging
après nous le délugena ons de zondvloed (madame de Pompadour)
au fondin wezen
au pairhulp in het huishouden
iets of iemand au sérieux nemeniets of iemand ernstig nemen
avant la lettreal voor het woord bestond – anachronistisch, bijvoorbeeld: "Suffragettes waren feministen avant la lettre. — Suffragettes waren feministen al voordat het woord "feminist" bestond.

## B

### Woorden
badineren(Fr. badiner) schertsen
bagagereisgoed
bagatelniemendal
ballonmet gas gevulde zak of bal; ook: een glas wijn (un ballon de blanc, rosé, rouge)
ballotagestemming over toelating tot vereniging
balustradeleuning
barragehindernis
barricadeopgeworpen versperring
barrièreobstakel
bataljon(Fr: bataillon) legereenheid
belvedèreuitzichtspunt
besognebezigheid, werk
bêtisedommigheid, domme opmerking
bijoujuweel (de spelling byou is onjuist)
bijouteriejuwelierswinkel
blamagebeschamend voorval, blunder
bonbon(Fr.: un chocolat fourré) chocoladeversnapering, het Franse woord betekent snoepje
bonnefooi(Fr.: bonne foi (lett. goede trouw)) op goed geluk
boudoirdameskamer (lett.: pruilhoek)
bouillabaissevissoep uit Marseille
bouillonkeukenfonds, getrokken van vlees, vis of groenten
bourgeoisieburgerdom
boulevardwandellaan (afgeleid van het Nederlandse bolwerk)
boutadespitse definiëring. Geestige omschrijving, soms ook (te) veralgemeende definitie
branche(bedrijfs)tak, economische sector
bravouredurf, zelfverzekerdheid, panache
bretel(Fr.: bretelle) draagband aan broek
bric-à-bracsnuisterijen, rommel
brochesierspeld
bureauschrijftafel; kantoor

### Uitdrukkingen
beau mondechic volk
belle époqueperiode tussen de Frans-Duitse oorlog en de Eerste Wereldoorlog
bête noirezwarte schaap
bien étonnés (de se trouver ensemble)'verbaasd elkaar te vinden'; als tegenstanders het op een bepaald punt eens blijken te zijn (vaak alleen de eerste twee woorden)
bon chic, bon genre (BCBG)van goede smaak getuigend, o.s.m.
bon motgevatte uitdrukking (lett. goed woord)
bon tonin de mode (lett. goede toon)
bon vivantflierefluiter, bourgondiër (lett. goed levend)
le bonheur se raconte mal (Gustave Flaubert)het geluk is geen verhaal; romans gaan over ongelukkige mensen

## C

### Woorden
cacheteigen karakter
cachotgevangenis
cadeaugeschenk
cafékoffiehuis, horecagelegenheid voor drank en kleine maaltijden
caissièrekassajuffrouw
calècheopen koets
campingkampeerterrein  (vaak op de Engelse manier uitgesproken, maar het is geen Engels woord)
canailleschurk, uitschot
capuchonmuts die aan je jas vastzit
carrosseriekoetswerk
cartoucheversierde stenen omlijsting
chaconne(oorspronkelijk) Spaans danslied
chambretteklein kamertje, afgeschut slaaphok
chansonlied
chantageafpersing
chanteurafperser
chapeau!goed gedaan
chargeuitval
charlatanbedrieger
charmantinnemend, hoffelijk
charmeinnemendheid
chassisonderstel
chauffeurautobestuurder (eigenlijk stoker)
chefleidinggevende
chequewaardepapier, promesse
chiffonmoerbeizijde
chiffonnièrebergkast
chinoiseriesnuisterij of kunstvoorwerp dat beïnvloed is door de Chinese cultuur
colonnadezuilenrij
comestibleslevensmiddelen
commandantbevelhebber
compagnielegereenheid, onderdeel van een bataljon
condoléancebetuiging van leedwezen
conducteurtreinbegeleider (het Franse woord betekent bestuurder, machinist)
confrèrekantoorgenoot
congéontslag (soms ook gebruikt voor verlof)
conciërge(Fr. concierge) functionaris belast met het toezicht op of de bewaking van een gebouw
contantmet baar geld
controle(Fr: contrôle) keuring, beheersing
cordonafbakeningslijn, verweerlinie
cortègestoet, optocht (van hoogleraren bijvoorbeeld, bij opening van het Academisch Jaar)
couchetteeenvoudige ligplaats in de trein
coulantwelwillend ('coulance' is via het Duits uit 'coulant' afgeleid, zie leenwoord)
coulissebeweegbaar toneelscherm
coupgreep naar de macht
coupesnit, wijd glas, kapsel
coupéafdeling van een treinrijtuig, personenauto met twee zitplaatsen
coupuredoorsnijding van een dijk of in de wal van een fort
courant(z.nw.) krant, (b.nw.) veel gebruikt
courtagebemiddelingskosten (in de makelaardij)
courtisaneontwikkelde lichte vrouw
courtoisiehoffelijkheid
couturier/-ièrekledingontwerper (-ster)
couvertbestek
crapaudbeklede leunstoel
crapuul(Fr: crapule) uitschot, tuig
craquelékleine barstjes in een materiaal, bijvoorbeeld in de vernis van een schilderij
croissanthalvemaanvormig broodje van bladerdeeg
croupierbeheerder van een speeltafel in een casino
crèchekribbe, kinderopvang
crisettekleine crisis
curettageinwendige reiniging van de baarmoeder na een miskraam

### Uitdrukkingen
in cachein tijdelijke internetmap opgeslagen
cadavre exquisgedicht geschreven door meerdere dichters (lett: voortreffelijk lijk)
carte blanchevrij spel
castagnetten(Fr.: castagnettes, Sp.: castañuelas) slaginstrument
cause célèbreberoemde zaak, beroemd geval
cavalier seuliemand die op zijn eentje alles zelf wil doen
c'est la viezo is het leven
c'est le ton qui fait la musiquehoe je iets zegt, maakt hoe het wordt opgevat.
chateau migraine(in het Nederlands samengesteld uit château (wijnhuis) en migraine) slechte, goedkope wijn, hoofdpijnwijn
chef d'équipeploegleider
chef-d'œuvremeesterwerk
cherchez la femmeer is een vrouw in het spel
cinema veritérealisme in de film
clair-obscursterk beeldcontrast
comme ci, comme çazozo
comme il fautzoals het hoort
compagnon de route(lett. reisgezel) Iemand met wie je het maar gedeeltelijk of tijdelijk eens bent. (Sartre was compagnon de route van de communisten.)
concours hippiquepaardenwedloop
cordon bleugepaneerd stukje opgerold vlees, gevuld met ham en kaas
cordon sanitaireschutkring, opgelegd politiek isolement
couleur localehet streekeigene
coup de foudrezeer treffende gebeurtenis (lett. blikseminslag)
coup de grâcegenadeslag
coup d'étatstaatsgreep
coup de théâtreplotselinge ommekeer
courage civilburgermoed
coûte que coûtekoste wat het kost
onder couvertin een gesloten envelop
crème de la crèmehet beste van het beste
crème fraîcheaangezuurde room (lett. verse room)
cri de cœurhartenkreet
crime passionnelmisdaad uit hartstocht

## D

### Woorden
debutant(Fr.: débutant) beginner, beginneling
debuteren(Fr.: débuter) eerste optreden van een artiest of schrijver
debuut(Fr.: début) eerste optreden van een artiest of schrijver
decolleté(Fr.: décolleté) laag uitgesneden halsopening
decor(Fr.: décor) toneelomlijsting
dedain(Fr.: dédain) minachting
dégénéréontaarde persoon
delicatesse(Fr.: délicatesse) lekkernij
demarche(Fr. démarche) diplomatieke stap
demarrage(Fr.: démarrage) versnelling van voortbewegingstempo (lopen of fietsen)
departement(Fr. département) ministerie, bestuursgebied, provincie
depot(Fr. depôt) opslagplaats, bezinksel in wijn
derailleren(Fr.: dérailler) ontsporen
derrièreachterste
deux-chevaux(in Nederland vaak uitgesproken als deusjefoo; lett.: twee paarden, 2pk) Citroën 2CV
dineravondmaaltijd
directoirevrouwenonderbroek met laaghangend kruis
discoursredevoering, construct van samenhangende betekenisgevende begrippen
documentaireniet gespeelde film die over ware gebeurtenissen gaat
dompteurdierentemmer
donateur, donatriceschenker
dos-à-dosmet de ruggen tegen elkaar, beweging bij volksdans, ook een stoel, bank of rijtuigje voor twee personen met een leuning in het midden. Ook geschreven do-sa-do en zelfs do-si-do
douairièreadellijke weduwe
douanegrenswacht
doubletdubbel (bridgeterm)
doublontwee keer voorkomend, dubbel bestand
doubluredubbeling
douceur, douceurtjeextraatje, kleine vergoeding
dressoiropbergmeubel

### Uitdrukkingen
danse macabredodendans
défauts de charactèrekarakterfouten
déjà vureeds gezien, het gevoel iets al eerder te hebben meegemaakt
dernier crilaatste mode
diner dansantgezamenlijk genoten maaltijd met muziek en dans
double entendrewoordspeling
douchestortbad
du momentvanaf het moment

## E

### Woorden
eau de colognereukwater
echec(Fr.: échec) mislukking
echelon(Fr.: échelon) rang, groepering
élégancebevalligheid
emballageverpakking
embonpointgezetheid, buikje
embouchuremondstuk, techniek om een blaasinstrument te bespelen
empirestijl uit de tijd van het Eerste Keizerrijk
emplacementterrein
enfinuiteindelijk
ensemblegezelschap
entamerenin gang zetten
entourageomgeving, omringend gezelschap
entreeingang, inkom, binnenkomst
enquêteeen manier van onderzoek doen waarbij gebruik wordt gemaakt van een vragenlijst
esplanadevoorplein, open veld
espritgeest
etage(Fr.: étage): verdieping
etagère(Fr.: étagère) schappen-meubeltje
etaleur(Fr.: étalagiste) ontwerper voor etalages
etiquettegedragsvoorschrift
etuifoedraal, pennenzak met ritssluiting
exquisuitgelezen, verfijnd

### Uitdrukkingen
embarras du choixkeuze te over
éminence griseinvloedrijk persoon op de achtergrond (lett. grijze eminentie)
enfant terriblepersoon die anderen stoort met onconventioneel gedrag of werk (lett. verschrikkelijk kind)
en facevan voren bekeken
en flagrant délitop heterdaad
en passantin het voorbijgaan
en plein publicin het openbaar (lett. in volle publiek)
en routeop weg
en profilvan ter zijde, in zijaanzicht
en voguein de mode
épater le bourgeoisde burger schokken
esprit de corpsteamgeest
excusez le motvergeef mij het woord

## F

### Woorden
failliet(Fr.: faillite) bankroet (in het Frans z.n.w.)
farcegrap
fauteuilzitstoel (uit Oud-duits faltistuol, verwant met vouwstoel)
finaleeinddeel, eindstrijd
fondantzoete lekkernij gemaakt van room en suiker
fonduemaaltijd waarbij aan tafel vlees in olie gebakken wordt of brood e.d. in gesmolten kaas wordt gedoopt (kaas-fondue)
fontanel(Fr.: fontanelle): opening tussen schedelbeenderen
fortsterke kant
fouillerenvisiteren
franc-tireurvrijschutter, scherpschutter, sniper
frappanttreffend
friséekrulandijvie
fusilladegecoördineerd geweervuur
futiel(Fr.: futile) nietig

### Uitdrukkingen
fâcheux troisièmelastige derde
fait accomplivoldongen feit, gedane zaak
fait diverstriviaal feit, nieuwsbericht over opmerkelijke doch triviale zaken
faux pasmisstap
femme fataleaantrekkelijke vrouw die mannen in moeilijkheden brengt
film noirfilm in een bepaalde stijl (lett. zwarte film)
fin de siècleeinde van de (19e) eeuw
fine fleurde mooiste en beste (lett. fijne bloem)
fleur du coinmunt die niet in omloop is geweest
flux de bouchewelbespraaktheid (ten onrechte, het Frans wordt begrepen als: speeksel; correct Frans is: flux de paroles)
foie grasganzenlever (lett. vette lever)
folie à deuxmet zijn tweeën gedeelde gekte
force majeuredoor overmacht, gedwongen
frapper toujoursniet aflaten (murw maken) (lett. 'blijven slaan')

## G

### Woorden
gagagek, kinds
gaillardeoud-Italiaanse springdans
galantridderlijk, hoffelijk
garageautostalling
gazeusepriklimonade
gêneschaamte, verlegenheid
genresoort
gerant(Fr.: gérant) beheerder, zaakvoerder, bedrijfsleider
gîteberghut, bed & breakfast
gourmand, gourmetfijnproever
gourmettenmaaltijd waarbij het vlees aan tafel gebraden wordt
gracieusbevallig
grandeuraanzien, grootsheid
gratuitvrijblijvend
guirlandeslingerversiering
guillemetsFranse aanhalingstekens: « »
guillotinevalbijl

### Uitdrukkingen
gouverner, c'est prévoirRegeren is vooruitzien
grand foulardgrote sierdoek
grand guignolvolkstheater, poppenkast
grande œuvremeesterwerk
grand seigneurrijke heer

## H

### Woorden
habituéstamgast
hausseopleving, koersstijging
hautainarrogant, te zelfverzekerd
hommageeerbetoon
honneurhoge speelkaart (bridgeterm)
horlogemeegedragen klokje (het Franse woord betekent klok, een horloge heet montre)
hors-d'œuvrevoorgerecht
humeurbui, stemming

### Uitdrukkingen
haute couturetoonaangevende mode
Honi soit qui mal y penseWie er iets achter zoekt is zelf oneerlijk. Zoals de waard is, vertrouwt hij zijn gasten. Wapenspreuk van Orde van de Kousenband, Engeland.
de honneurs waarnemenals gastheer optreden
hors concoursbuiten mededinging

## I

### Woorden
inferieurminder(waardig)
interessantbelangwekkend
interieurinboedel, stoelen enz
intrige(Fr.: intrigue) gekonkel of verhaallijn (plot)

### Uitdrukkingen
idee-fixe(Fr.: idée fixe) obsessie
i-grecde letter y
idiot savantiemand met bijzondere geestelijke vermogens, die in alledaagse dingen onhandig is
incompatibilité des humeursonverenigbaarheid van karakters

## J

### Woorden
jacquetpandjesjas
journalist(Fr.: journaliste) verslaggever
jus d'orangesinaasappelsap

### Uitdrukkingen
j'adoube(in de schaaksport) ik raak aan (maar zet niet): als je een stuk beter op zijn plaats wil zetten.
jalousie de métiervak-afgunst, broodnijd
du jamais vuongehoord (lett. nooit eerder gezien)
Je maintiendraiIk zal handhaven (wapenspreuk van het huis Oranje-Nassau en het Koninkrijk der Nederlanden)
jeu de motswoordspel
jeune premierjong, veelbelovend persoon
jeunesse doréede jeugd van goeden huize, rijkeluiskinderen
la joie de se voir impriméhet plezier om zichzelf in druk te zien
joie de vivrelevensvreugde
le juste milieude gulden middenweg, (maar ook: uit de betere kringen)

## K

### Woorden
kilometragekilometerstand
kostuum(Fr.: costume) broek met gepaste jas, eventueel vest

## L

### Woorden
languissantkwijnend
larmoyantsentimenteel bedroefd, huilerig
lapidair(Fr.: lapidaire) kort en krachtig
lineair(Fr.: linéaire) lijnrecht, lijnvormig
lingerieondergoed
lits-jumeaux(vaak uitgesproken als liesjemoo) twee aaneengeschoven eenpersoonsbedden
logégast
logerenals gast verblijven
lorgnetbril met handvat
loucheverdacht, onbetrouwbaar
lumineus(Fr.: lumineux) schitterend

### Uitdrukkingen
laisser fairevrij laten gebeuren, niet ingrijpen, neoliberale politiek (lett. laten doen)
laissez-passervrijgeleide, noodpaspoort

## M

### Woorden
maillot(Fr.: collant) nauwsluitende kousbroek (het Franse woord duidt op meer kledingstukken)
maintenee(Fr.: une femme entrenue) gezelschapsdame
maîtresseminnares (lett. meesteres)
mancheronde
manege(Fr.: manège) paardenhouderij en paardrijlesplaats
maquillagemake-up
mariagekaartcombinatie van heer en vrouw van dezelfde kleur, stuk
margezijlijn
melange(Fr. mélange) mengsel
mercidank u
mesalliance(Fr. mésalliance) huwelijk beneden zijn/haar stand
metier(Fr. métier) beroep, vakkennis
migraineaanval van erge hoofdpijn
mise-en-scènetoneelschikking
mitrailleurmachinegeweer
monocleoogglas
monteurtechnicus

### Uitdrukkingen
mariage de raisonverstandshuwelijk
m'as-tu vu?opzichtig (lett. heb je me gezien?)
ménage à troisduurzame samenleving met drie personen (lett. driepersoons huishouden)
mer à boireonbegonnen werk (de zee om leeg te drinken)
misèrebij een kaartspel geen enkele slag ontvangen
du momentvanaf het moment
moment suprêmehoogtepunt
monstre sacréster van film of toneel (lett. heilig monster)

## N

### Woorden
narcotiseuranesthesist
negligé(Fr.: négligé) huisjapon
non-valeurnietsnut
nouveauténieuwigheidje op de markt
novicenieuweling, nieuw ingetredene in een klooster
nuance(kleur)schakering
numero(Fr.: numéro) nummer
niveaupeil, hoogte

### Uitdrukkingen
ni Dieu, ni maître!geen God, geen meester (uitroep van anarchisten en vrijdenkers)
noblesse obligeadeldom verplicht (tot goede daden)
nouveau richenieuwe rijke, niet rijk van afstamming
Nouvelle Vaguenieuwe stroming rond 1959 in de Franse cinema

## O

### Woorden
occasiontweedehands auto die te koop is (vaak op de Engelse manier uitgesproken, maar het is geen Engels woord)
oculair(fr.: oculaire) ooglens
odeurgeur
œuvregezamenlijk werk van een kunstenaar
okkasie(in Vlaanderen) hetzelfde als occasion
opticienbrillenmaker
ordinair(Fr.: ordinaire) laag-bij-de-gronds (in het Frans: alledaags)
outillageuitrusting
ouvreusedame in de bioscoop die de zitplaatsen aanwijst

### Uitdrukkingen
van origineoorspronkelijk

## P

### Woorden
palissadeomheining van palen gemaakt
panachedurf, zelfverzekerdheid (gezegd van een sportsman)
pantalonlange broek
papier-maché(Frans papier-mâché) hard papierdeeg
parachutevalscherm
paraplu(Frans parapluie): regenscherm
parasolzonnescherm
pardonvergeving, (als uitroep:) neem mij niet kwalijk
parlementvolksvertegenwoordiging
parvenuomhooggeklommen persoon
passagedoorgang
passantvoorbijganger
passévoorbij
passe-partoutpassende omlijsting (van een afbeelding)
patronagebescherming door een ander persoon
pavanelangzame dans van Italiaans-Spaanse oorsprong
pelotonkleine gevechtseenheid, groep wielrenners
péagetol op de snelweg
peignoirochtendjas
perfideverdorven, gemeen
permanent(bnw) blijvend, (znw) permanente haargolf
persiflagekomisch bedoelde imitatie
petitionnement(Fr. pétitionnement) verzoekschrift
pièce touchéeaangeraakt stuk, waarmee verplicht gezet moet worden
pied-à-terrevaste stek, optrekje (lett. voet-aan-de-grond)
pirouettesnelle draai op één voet bij het dansen of kunstschaatsen
pistoletje(Fr.: pistolet) langwerpig hard broodje
pince-nezknijpbril (lett. neusknijper)
plafondzoldering, (fig.) hoogst bereikbare
plaquetandplak
pochetzakdoekje in borstzak, lefdoekje
politesse(beleefdheid) in kringen van de studentencorpora gebezigde uitroep, als er onwelvoeglijke taal wordt gebruikt
polonaisedans in optocht met de handen op de schouders van de voorgaande danser
populair(Fr.: populaire) algemeen bekend/geliefd
poulainbeschermeling
ponteneurverbastering van "point-d'honneur", in "op zijn ponteneur staan", op zijn eer gesteld zijn, respect opeisen.
pontondrijvende bak, bruggeschip
porte briséeopenslaande deur
portefeuillebewaarmap, beurs, beheerstaak
porte-manteaukapstok, mengwoord
portemonnee(Fr.: porte-monnaie) geldbeurs
premiereerste minister, minister-president
premièreeerste (vertoning)
presse-papiereen voorwerp dat op een bureau op papieren geplaatst kan worden, om te voorkomen dat ze wegwaaien
prestigeaanzien
prêt-à-porterconfectiekleding (lett. klaar om te dragen)
privétot de persoonlijke levenssfeer behorend
profiteurvoordeeltrekker
promenadewandelplaats
prostituee(Fr.: une prostituée) lichte vrouw, hoer
punaiseduimspijker

### Uitdrukkingen
parti prisvooringenomen
partir, c'est mourir un peuVertrekken is een beetje doodgaan
pas de deuxballetdans voor twee personen (lett. stap van twee)
pièce de résistancehoofdschotel, muziekstuk waarmee de muzikanten veel last hebben (lett. stuk van weerstand)
pièce touchée(in de schaaksport) aanraken is zetten
pied-de-poulezich herhalend motief op bedrukt textiel
plus royaliste que le roikoningsgezinder dan de koning, vgl. "Roomser dan de paus."
poste restantegeadresseerde haalt het poststuk op het postkantoor op
pourriture nobleedele rotting (van druiven in de wijn)
prêt-à-porterconfectie
puissant rijkzeer rijk
pur sangraszuiver (lett. zuiver bloed)

## Q

### Woorden
quarantaineafzondering ter voorkoming van ziekteoverdracht (lett. periode van veertig dagen)
querulantruziezoeker
quichehartige vlaai

### Uitdrukkingen
quantité négligeableverwaarloosbare hoeveelheid
quatre-mainspianostuk voor vier handen
qui s'excuse, s'accusewie zich verontschuldigt, beschuldigt zichzelf
op zijn qui-vive zijnbedacht zijn op een plotselinge gebeurtenis (lett. wie leeft?, wie is daar?)

## R

### Woorden
raccordementverbindend baanvak, niet gebruikt voor personenvervoer
ragoutdikke hartige saus
rapailleuitschot, schurk
rapportverslag
ratatouillegemengde gestoofde groenten met een tomatensaus
ravagepuinhoop
ravissantallerliefst, bekoorlijk, verrukkelijk
rayondistrict, gebied waarin iemand werkzaam is; kunstzijde; afdeling in bv. een winkel
rebel(Fr. rebelle) opstandig persoon, opstandeling
recalcitrant(Fr.: récalcitrant) weerbarstig, koppig, dwarsliggend
reçu(z.nw.) ontvangstbewijs (verkl.w.: reçuutje), (b.nw.) welkom in bepaalde kringen
reduitlaatste wijkplaats binnen een fort of vesting
regie(Fr.: régie) beheer, leiding
regisseur(Fr.: metteur en scène) ensceneur en oefenmeester bij het toneel
remboursterugbetaling (Fr.: remboursement)
remplaçantvervanger
renaissancetijdperk op de middeleeuwen volgend (lett.: wedergeboorte)
rendez-vousafspraak
renoncegeen enkele kaart van een kleur
rentreeterugkeer (Frans: rentrée)
repertoire(Fr.: répertoire) lijst van muziek- of toneelstukken
repoussoirbeeld op de voorgrond van een schilderij, om de dieptewerking te vergroten
reprisehet opnieuw uitvoeren van een toneelstuk of de hervertoning van een film, muziekterm
retiradeopenbare wc
retouchebijwerking, verbetering
retour(tje)vervoersbewijs voor een heen- en terugreis
revanchewraak
revenuopbrengst van een voorstelling
rigidestreng, stijf, onverbiddelijk
risee(Fr.: risée) iemand om wie iedereen lacht, bespot persoon
rouge(Fr.: fard) kunstmatig aangebrachte blos of lippenstift
routinegewoonte, sleur
royementschrapping

### Uitdrukkingen
raison d'êtrereden van bestaan
reculer pour mieux sautereen stapje terug doen om een beter resultaat te bereiken
(onder) rembours verzendeneen postale verzending door de ontvanger laten betalen
(op zijn) retour zijnachteruitgaan, terugvallen in populariteit (van een artiest)
rien de plus facilemakkelijk zat
rite de passageinwijdings- of overgangsritueel
le roi est mort, vive le roide koning is dood, leve de (nieuwe) koning.

## S

### Woorden
sabotageopzettelijke tegenwerking, vernieling, ondermijning
saboteuriemand die opzettelijk tegenwerkt, vernieler, ondermijner
saillantin het oog springend
salonzitkamer, ontvangkamer, woonkamer
sangfroidkoelbloedigheid
sansculottescheldnaam of geuzennaam voor deelnemers aan de Franse revolutie (1789) uit de lagere stand
sanitair(Fr.: sanitaire) sanitaire voorzieningen, bijvoorbeeld toilet
scène(Fr. scène) deel van een film, toneelstuk of opera, opgewonden en luidruchtig gedrag
seance(Fr.: séance) (spiritistische) bijeenkomst, psychiatrisch gesprek, (paranormale) zitting
serie(Fr.: série) reeks
sifon(Fr.: siphon) spuitfles, afvoerbuis met zwanenhals
soiree(Fr.: soirée) avond op uitnodiging, culturele avondbijeenkomst
solitairafgesloten van de buitenwereld levend
solitairekaart- of bordspel voor één speler
sommelierwijnkelner
soubrettekamermeisje, operettezangeres
souffleurvoorzegger (lett. fluisteraar)
souper(late) avondmaaltijd
souplessesoepelheid, sierlijke lenigheid
souschefonder-afdelingshoofd
souterrainkelderverdieping
souveniraandenken
spionage(Fr.: espionnage) heimelijk verzamelen van inlichtingen
stagiair(e)praktijkstudent(e) (in het Frans altijd stagiaire)
stupéfaitverbijsterd
succes(Fr.: succès) welslagen
sujetpersoon (met pejoratieve betekenis)
superieur(b.nw.:) beter van kwaliteit; (z.nw.:) meerdere, hoger geplaatste in rang
surplaceop de plek stilstaan voor de sprint bij het baanrennen. Stationair draaien.
surplusoverschot, hetgeen wat te veel is
surpriseverrassingscadeau
surseance (van betaling)(Fr.: sursis) opschorting

### Uitdrukkingen
sans atoutzonder troef (bridgeterm)
sans rancunezonder opgekropte haatgevoelens
sauve-qui-peutredde wie zich redden kan
savoir-faireknowhow, hoe te handelen
savoir-vivreweten hoe je je moet gedragen, beschaving
silence pour les petits enfantspas op wat je zegt, er zijn kleine kinderen bij
s'il vous plaît (s.v.p.)als het u belieft

## T

### Woorden
tamboer-maitre(Fr. tambour-maître) kapelmeester
tamponprop, plug, tampon
tantièmetoelage
timbreklank
tirailleurinfanterist
toernooi(Fr.: tournoi) serie wedstrijden
toiletwc, wijze van kleden
tondeusescheerapparaat
touché(de bal) aangeraakt (bij sporten als biljart en volleybal); ook als uitroep, na een raak antwoord
toupethaarstuk
tourniquetdraaihekje
trancetoestand van geestvervoering
trancheschijf
transpireren(Fr. transpirer) uitzweten, uitwasemen
trottoirstoep
troubadourrondtrekkend muzikant
trouvaillevondst
truckunstje
turquoiseturkoois, blauwgroen
tutoyeren(Fr.: tutoyer) met je en jij aanspreken
typesoort, model, snuiter

### Uitdrukkingen
tableau vivantlevend schilderij
tenue de villein net pak, mantelpakje of nette jurk gekleed
tête-à-têteintiem gesprek
toilet makenzich aankleden en opmaken
tour de forcegedwongen ommezwaai
Tour de FranceRonde van Frankrijk
ton sur tonletterlijk tint op tint, gelijkende kleuren in de kleding
tournée généralerondje voor iedereen
tout courtzonder meer
trait d'unionverbindende factor, verbindingsstreepje
trompe-l'œilgezichtsbedrog

## U

### Woorden
urinoirpisbak
usancegewoonte
utilitair(Fr.: utilitaire) het nut beogend

### Uitdrukkingen
L'union fait la forceEendracht maakt macht (wapenspreuk van Koninkrijk België)

## V

### Woorden
valies(Fr. valise) koffer
vapeuropvlieger (lett.: damp, stoom)
variant(Fr. la variante) veranderlijke
vaudevilleordinair theater
vedettevooraanstaand artiest
vernisbeschermende stof als bovenlaag aangebracht
vernissageopening van een kunsttentoonstelling
vieuxHollandse cognac
virulentheftig
visagist(e)schoonheidsspecialist(e)
visitebezoek
vitragedoorschijnende raamgordijnen
voilesluier
volontair(e)vrijwillig(st)er (in het Frans altijd volontaire)
vomeren(Fr. vomir) braken, overgeven
vulgair(Fr.: vulgaire) ordinair, grof, plat

### Uitdrukkingen
va banquealles op alles zettend
va-et-vientkomen en gaan
la vie en rosehet leven rooskleurig bekijken (lied van Édith Piaf)
vis-à-visrecht tegenover
volte-facetotale ommekeer van mening/positie

## W
wagonspoorwagen (eigenlijk alleen goederenwagen)

## Z

### Woorden
zelateur, zelatriceijveraar(ster)

### Uitdrukkingen
zich encanailleren(Fr. canaille) zich inlaten met gajes